# 다카쿠와 다이지로
다카쿠와 다이지로(일본어: 高桑 大二朗, 1973년 8월 10일 ~ )는 일본의 은퇴한 축구 선수이다.

## 구단 경력
1992년 J1리그의 요코하마 마리노스에 입단했다. 2006년 가시마 앤틀러스로 이적했다. 2001년까지 89경기에 출전, 4번의 J1리그 우승을 차지했다. 2002년 도쿄 베르디, 2003년 베갈타 센다이로 이적했다. 2006년까지 베갈타 센다이에서 123경기에 출전. 2007년부터 2009년까지 요코하마 F. 마리노스와 도쿠시마 보르티스에서 뛰었다. 2009년후 현역 은퇴.

## 국가대표팀 경력
그는 2000년 AFC 아시안컵에 참가할 일본 국가대표팀에 발탁되었으며, 10월 20일 카타르와의 경기에서 데뷔했다.

## 통계
| 일본 | 일본 | 일본 |
| 연도 | 출전 | 득점 |
| ---- | ---- | ---- |
| 2000 | 1    | 0    |
| 통산 | 1    | 0    |